# Номинативный строй
Номинативный строй — типология языка, структурные компоненты которой ориентированы на семантическое противопоставление субъекта и объекта (номинативная конструкция), в противоположность языкам эргативного строя, использующим эргативную конструкцию предложения, а также языкам активного строя (где агентивное и неагентивное подлежащее, а также дополнение кодируются тремя разными способами).
Советский филолог Алексей Фёдорович Лосев считал, что номинативный строй языка и связанный с ним тип мышления характерен дальнейшим выделением личности в качестве активно действующего субъекта истории. С ним связан переход от матриархата к патриархату. Сегодня к номинативным относится большинство языков мира — индоевропейские, афразийские, уральские, дравидские, тюркские, монгольские, тунгусо-маньчжурские, большинство китайско-тибетских, часть австралийских, кечумара и другие.
Номинативный строй предложения характеризуется одинаковостью оформления подлежащего, независимо от значения и формы глагола. Глагол в языках номинативного строя обычно не имеет полиперсонального спряжения, а если согласуется, то только с подлежащим.
В номинативных языках предложения с переходными и непереходными глаголами кодируются одинаково: статичный и активный член предложения не противопоставляются, а пассивный актант обозначается особо: А=S; P.
Собака (A) (NOM) поймала кошку (P) (ACC)
Собака (S) (NOM) спит
Он (A) (NOM) нашёл сосиску (P) (ACC)
Он (S)(NOM) ушёл